# Always (EP)
Always là EP tiếng Hàn đầu tiên của ban nhạc nam Hàn Quốc Big Bang và được phát hành thông qua hãng thu âm YG Entertainment. Đĩa đơn chủ đề của album, "Lies" (tiếng Hàn Quốc: 거짓말; Romaja: Geojitmal), do chính G-Dragon sáng tác trở thành bài hát đạt vị trí số một đầu tiên tại Hàn Quốc của Big Bang. Bài hát cũng trở thành một trong những bản hit thành công nhất lịch sử âm nhạc Hàn Quốc khi tiêu thụ trên 4,5 triệu bản. Doanh số bán ra của Always đạt trên 87.000 bản.

## Danh sách bài hát
| STT              | Nhan đề | Phổ lời          | Phổ nhạc                 | Hòa âm           | Thời lượng |
| ---------------- | --- | ---------------- | ------------------------ | ---------------- | ---------- |
| 1.               | "We are Big Bang (Intro)" (우린빅뱅; Urin Bikbaeng)                                                         | Big Bang         | Perry                    | Perry            | 1:37       |
| 2.               | "Lies" (거짓말; Geojitmal)                                                                                  | G-Dragon         | G-Dragon                 | Brave Brothers   | 3:49       |
| 3.               | "Wrong Number" (없는 번호; Eoptneun Beonho)                                                                 | Yang Hyun Suk    | Perry, Brave Brothers    | Brave Brothers   | 3:38       |
| 4.               | "Act Like Nothing's Wrong" (아무렇지 않은 척; Amureochi Anheun Cheok) (T.O.P solo) (hợp tác với Kim Ji Eun) | T.O.P            | T.O.P, Brave Brothers    | Brave Brothers   | 3:56       |
| 5.               | "Oh Ma Baby"                                                                                                | G-Dragon         | G-Dragon, Brave Brothers | Brave Brothers   | 3:51       |
| 6.               | "Always" | G-Dragon, Teddy  | Teddy, Perry             | Teddy            | 3:53       |
| Tổng thời lượng: | Tổng thời lượng:                                                                                            | Tổng thời lượng: | Tổng thời lượng:         | Tổng thời lượng: | 20:44      |